# Évariste Vital Luminais
Évariste Vital Luminais (1821. október 13. – 1896. május 10. vagy 15. ) francia festő volt. Leginkább a korai francia történelmet bemutató alkotásairól ismert, és néha "a gallok festőjének" is nevezik.

## Karrier

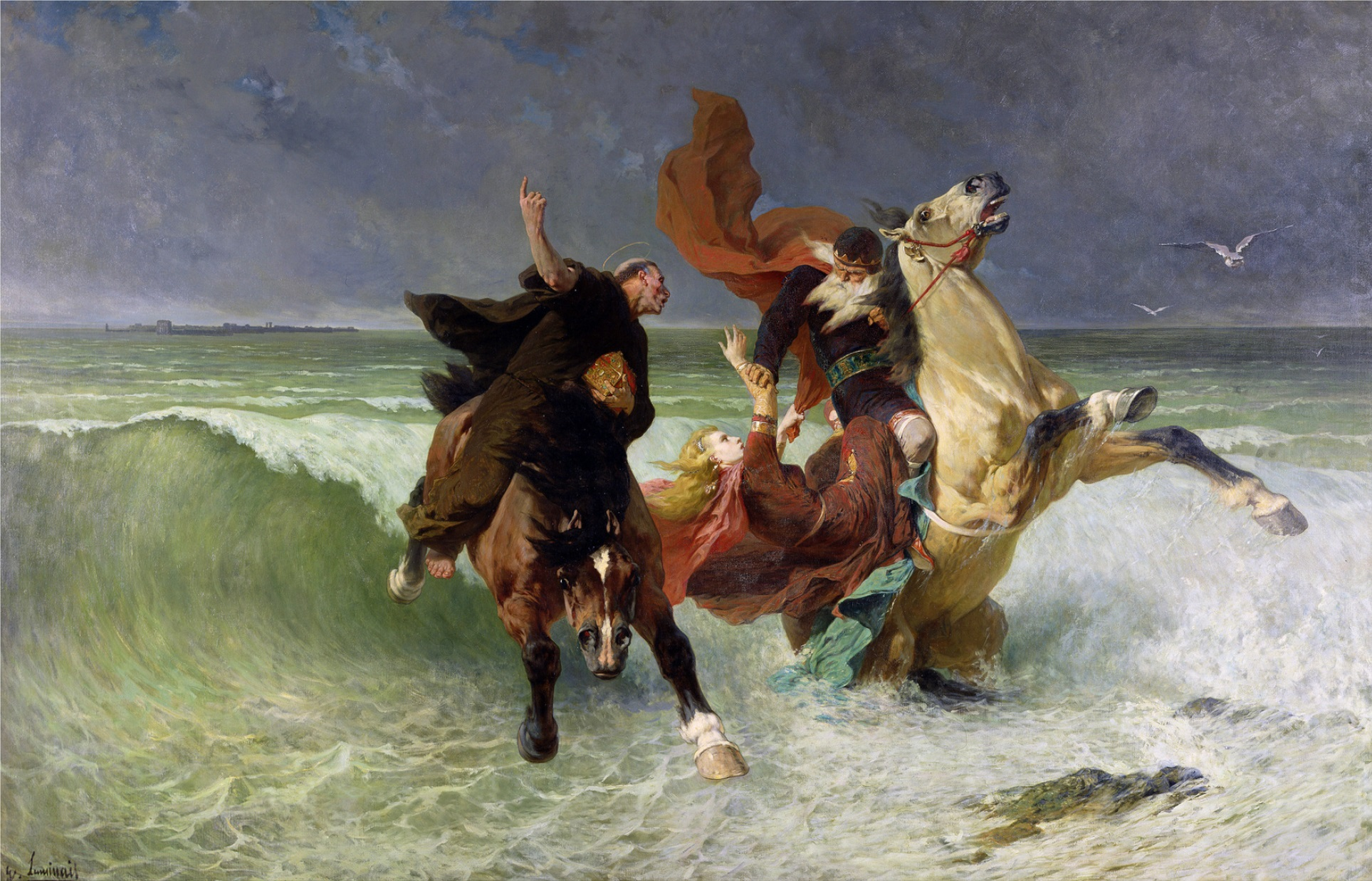
Gradlon király menekülése

Luminais Nantes-ban született, parlamenti és jogi családban. Dédnagyapja, Michel Luminais a Vendée tartomány tisztviselője volt; nagyapja, Michel-Pierre Luminais 1799 és 1803 között a Vendée tartományt képviselte a parlamentben; apja, René Marie Luminais pedig 1831 és 1834 között a Loire-Inférieure, 1848 és 1849 között pedig az Indre-et-Loire tartományt képviselte. 1849-ben a családja, mivel tudta, hogy született művészi tehetsége van, 18 éves korában Párizsba küldte, hogy Auguste Debay festő és szobrász mellett tanuljon. Tanult Léon Cogniet-nél is, aki történelmi és portréfestő volt, és akinek tanítványai közé tartozott Léon Bonnat, valamint Constant Troyon, aki tájképeket és állatokat festett.
Kétszer házasodott. Első feleségétől, Anne Foirettől született egy lánya, Esther. Anne 1874-ben bekövetkezett halála után 1876-ban újraházasodott, és elvette egyik tanítványát, Hélène de Sahuguet d'Amarzit d'Espagnacot. Hélène Claude Durand de Neuville felesége volt, de az 1870-es háborúban megözvegyült.
Hivatalosan először az 1843-as párizsi Salonon debütált, ahol két festményét is bemutatták. Érmet nyert a Salonokon 1852-ben, 1855-ben, 1857-ben, 1861-ben és 1889-ben. 1869-ben megkapta a Légion d'honneur kitüntetést. Az 1889-es Világkiállításon aranyminősítést szerzett, és a Société des Artistes Français alapító tagja volt.  Több mint negyven éven át osztotta meg idejét párizsi stúdiója (17 boulevard Lannes) és nyaralója között, Brenne régióban, Douadic faluban. A területet két barátja, Jules de Vorys és Louis Fombelle ajánlotta neki. Tanítványai közé tartozott Albert Maignan  és Emily Sartain. Egyike volt azon kevés akadémiai festőknek, akik tanítottak nőket.
Luminais Párizsban halt meg 75 éves korában, és a douadici kis temetőben temették el. Szülővárosa utcát nevezett el a tiszteletére.

## Munkássága

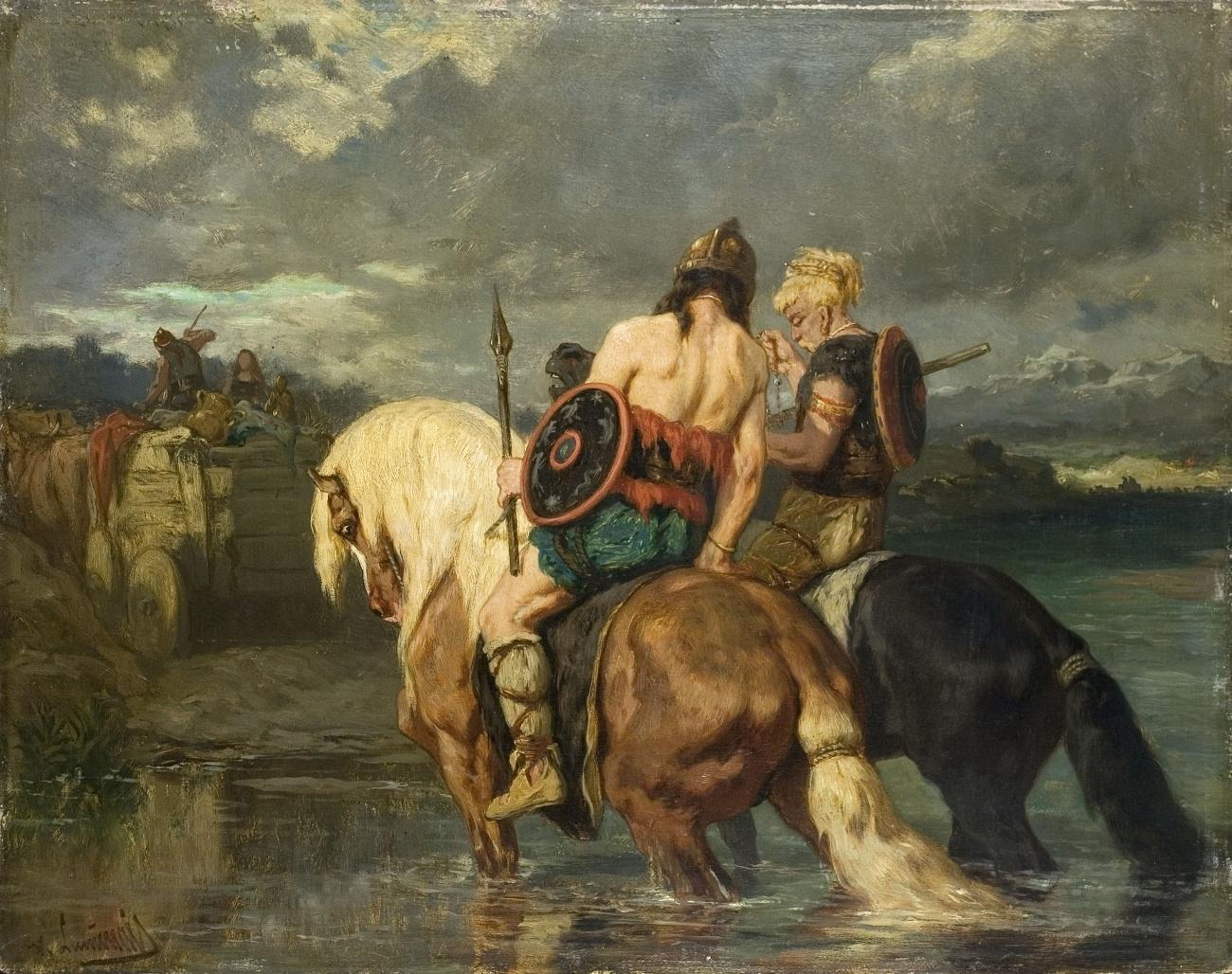
Gótok átkelnek egy folyón

A Luminais elsősorban történelmi életképeket festett. Azon akademista festők közé tartozott, akik a harmadik köztársaság korai éveiben, a francia-porosz háborúban elszenvedett vereség után megfeleltek a felemelő, olykor már propagandisztikus történelmi alkotások iránti társadalmi igénynek.  Mind emellett, osztozott a modern művészet híveinek az elítélésében. Ugyanakkor, egyes festményei, például Az özvegy (1865) című kép, előrevetítik a szociális realizmust. Hétköznapi témákat, mint például a vadászat vagy a paraszti élet, történelmi kontextusba helyezett, hogy tetszetősebbé tegye az Akadémia számára.

### Gallok és más ókori népek
Luminais fontos szerepet játszott a gallok, és a gall kultúra festményeken történő megjelenítésében. Népszerű kinézetüket (hosszú haj és szárnyas sisakok) a történészek dolgozták ki ebben az időben a francia történelem vizsgálatának részeként. A néha „a gallok festőjének” nevezett festő  a kora középkori történelem más jeleneteit is ábrázolta, gyakran különböző népek összecsapásait, például a hadjáratban edzett rómaiakat fémmel megerősített mellvértben.
A kor történeti művészei között szokatlan módon a frankokat is ábrázolta, akiknek a francia történelemhez való hozzájárulását akkoriban általában alábecsülték a gallok javára. 1848-as Salonon Théophile Gautier-t lenyűgözte a frankoktól a tolbiac-i csatában elszenvedett alemann vereséget ábrázoló festménye. A Frank lovasság harcban című képét Chateaubriand olvasása ihlette. Meroving témájú festményei az uralkodók barbár kegyetlenségét hangsúlyozzák. III. Childerich uralmának megdöntése Kis Pipin által, és Zakariás pápa beleegyezésével, és a trónfosztott király Saint-Omer-i Szent Bertin kolostorban való bebörtönzése a témája Az utolsó meroving című festményének, amelyhez állítólag egy bizonyos Jean Marie Dagobert-t használt modellként. Az 1883-as Salonon Charles Bigot kritikus azt remélte, hogy ez valóban Luminais "utolsó" meroving festménye lesz.

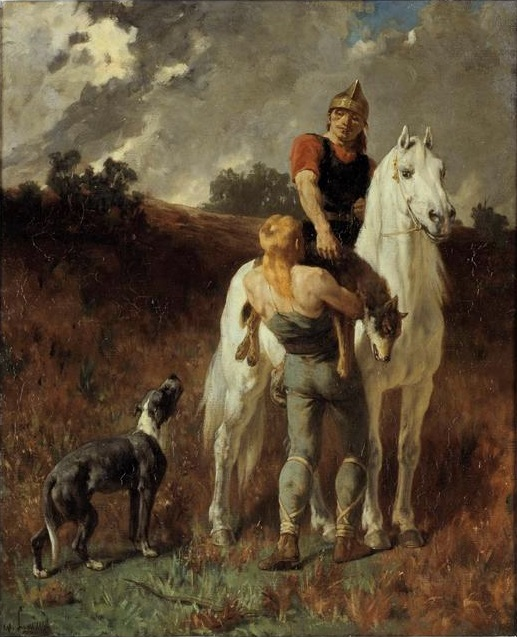
A vadászatból visszatérő gall (1906)

Ahogy az akkoriban a történeti festők körében általános volt, képei anakronizmusokat és oda nem illő részleteket tartalmaznak. Például a vadászatról hazatérő gallról készült 1906-os festményen a ruházat anakronisztikus, a sisak pedig inkább egy lovas gallhoz illő felszerelés, semmint vadászati kellék. A hosszú vörös haj a gallok 19. századi ábrázolásának része. A Róma látképe című festménye ugyanezt a szabadságot mutatja: a bal oldali pajzs és a sisakok nem valósághűek.  A kelta betörés Olaszországba korai és maradandó benyomást tett a művészekre. A Meroving-frankok ábrázolásakor a 19. századi festők, akik nem tudtak a régészeti bizonyítékokról, királynőket öltöztettek keleti germán módra, mint Luminais Meroving hercegnője. Luminais megközelítése inkább a képnek a jelentől való eltávolítása, semmint egy adott korszak megidézése.

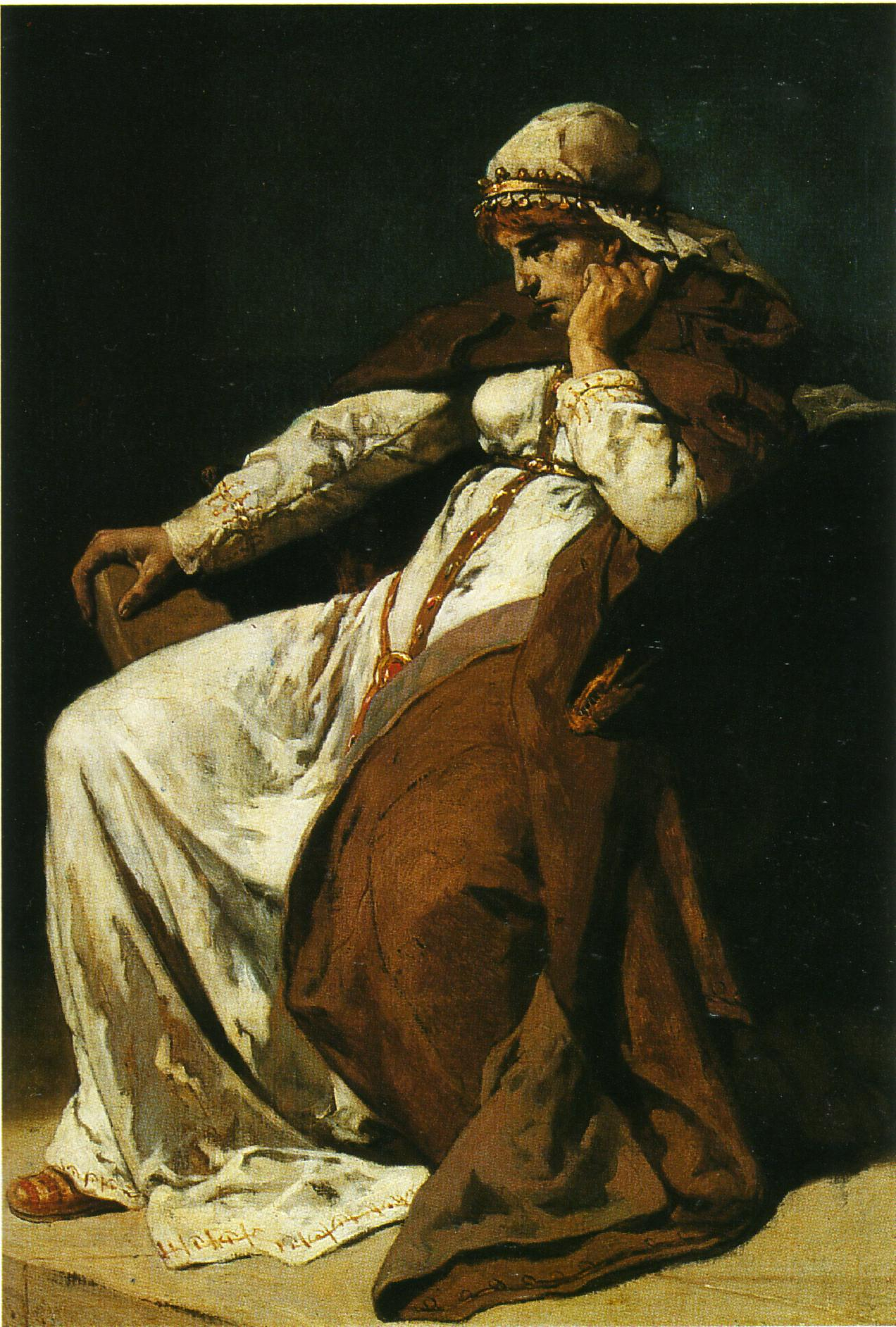
Meroving hercegnő

Miután 1884 körül találkozott Théodore Hersart de La Villemarquéval, a népszerű breton dalgyűjtemény, a Barzaz Breizt publikálójával, az egyik dal alapján megfestette a Gradlon király menekülése című képet, amely az Ys városából lóháton menekülő királyt ábrázolja, amint azt elnyeli a tenger. A Quimper-i, Rennes-i és Nantes-i művészeti múzeumok több vázlatot is őriznek az alkotásból. Az 1884-es Salonon kiállított festményt "nagyszerű drámai csoportként" méltatták.

### II. Klodvig fiai
1880-ban megfestette a Bonnie Effros szerint leghíresebb meroving festményét, a II. Klodvig fiait, más néven Les Énervés de Jumièges (Jumièges enervált emberei) című képet, amely a 7. századi meroving királyról, II. Klodvigról szóló legendán alapul: miután fellázadtak apjuk ellen, a két herceget állítólag saját anyjuk javaslatára azzal büntették, hogy izmaik inainak elpusztításával elvették tőlük az életerőt ("enerválás"), és ezután egy tutajon a Szajnán sodródtak, Isten kegyelmének kiszolgáltatva, de a legenda szerint a Jumièges-i apátság szerzetesei megmentették őket, és később kibékültek szüleikkel. Az 1880-as Salonon kiállított változat szenzációt keltett, és a legjobb művének ítélték. A festmény különböző és erős reakciókat vált ki. Simone de Beauvoir 1960-ban "nyugodt borzalomról" írt.
A munka több finomítási szakaszon ment keresztül. Az első tanulmány, a Première pensée pour les Énervés de Jumièges, az inak elvágását mutatja be, és négy alakot ábrázol. Egy második tanulmány a folyón leúszó tutajt ábrázolja, de három alakkal, ami a férfiak szerzetesek általi megmentését vetíti előre. A két befejezett festményen csak a két alak látható egyedül a tutajon. A Salonon bemutatott változatot The Sons of Clovis II. címmel Ausztráliába adták el, és miután több helyen is kiállították, többek között a Wallis & Sons londoni francia festmények galériájában (1881), a Müncheni Nemzetközi Kiállításon (1883), a Dél-Ausztráliai Nemzeti Galériában és a Victoria Nemzeti Galériában (1896), jelenleg a Sydney-i Új-Dél-Wales-i Művészeti Galériában található. A második, a természet nagyszerűségét jobban hangsúlyozó változatot Luminais őrizte; halála után az állam szerezte meg, és 1912-ben a roueni Musée des Beaux-Arts-ban helyezték el.

### Brenne-i festmények
Douadic-i nyári műtermében olyan műveket festett, amelyek a természet és a vadászat szeretetét tükrözik

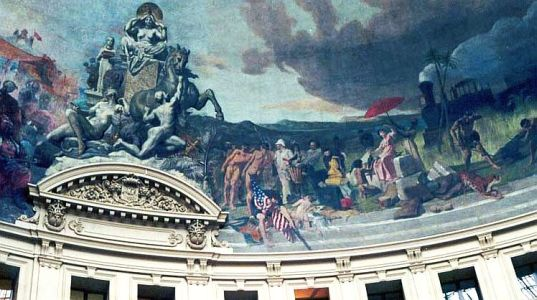
A Párizsi Kereskedelmi Tőzsde freskójának észak-amerikai ré

### Monumentális festészet
Luminais egyike volt annak az öt művésznek, akik 1886 és 1889 között egy monumentális, több mint 1500 négyzetméteres freskón dolgoztak együtt az interkontinentális kereskedelem történetét képviselő Párizsi Kereskedelmi Tőzsde kupolájának belső részére. Tartalmaz egy Amerikát ábrázoló jelenetet, amelyben indiánok, rabszolgák, munkások, cowboyok és a modern világot bemutató gőzvonat szerepel.

## Galéria
- II. Klodvig fiai (Sydney-i verzió)
- Az utolsó meroving
- Merovingok
- Meroving (vázlat)
- Chram halála
- Chilperich halála
- Meroving hordák pihenője
- Brünhilde (vázlat)
- Róma látképe
- Invázió
- Gall fosztogatók
- A rómaiak és a gallok harca
- Gall felderítők
- Egy martalóc
- A pihenő
- Gall vadászok indulása
- Vadászkutyák
- Egy vadász pihen a kutyáival
- A vadászkutyák etetése
- Riválisok
- Psziché
- Az itató
- Meztelen nő egy vadlovon
- Kerlazi pásztor
- Az özvegy
- Lópiac
- A párbaj után
- A vonakodó fürdőző
- A fiatal szamárhajtó
- Szerelem
- A nagy harangjáték
- Frank lovasság küzdelme

## Fordítás
Ez a szócikk részben vagy egészben  az   Évariste Vital Luminais című angol Wikipédia-szócikk ezen változatának fordításán alapul.  Az eredeti cikk szerkesztőit annak laptörténete sorolja fel. Ez a jelzés csupán a megfogalmazás eredetét és a szerzői jogokat jelzi, nem szolgál a cikkben szereplő információk forrásmegjelöléseként.

## További források
- Françoise Daum, Dominique Dussol et al. Evariste Vital Luminais, Peintre des Gaules, 1821–1896. Exhibition catalogue. Carcassonne: Musée des beaux-arts; Charleville-Mézières: Musée de l'Ardenne, 2002.  . (in French)
- Gilles Brenta and Claude François (script and direction). Le Défilé des toiles. VHS documentary. 52 mins. Brussels: Les Trois petits cochons, 1997.  . (in French)
- Claude Duty. Les Énervés de Jumièges. Short film, in Claude Duty réalisateur: six films courts. VHS compilation. 72 mins. France: Production A.A.A. / Stellaire Production, 1986–1995.  . (in French)

- A Wikimédia Commons tartalmaz Évariste Vital Luminais témájú kategóriát.